# Gérard Pelletier
Gérard Pelletier PC CC (* 21. Juni 1919 in Victoriaville, Québec; † 22. Juni 1997) war ein kanadischer Journalist, Rundfunkmoderator, Autor, Diplomat und Politiker der Liberalen Partei Kanadas, der unter anderem Abgeordneter des Unterhauses, Minister und Botschafter in Frankreich und bei den Vereinten Nationen war.

## Leben
Nach dem Schulbesuch absolvierte Pelletier ein Studium, das er mit einem Bachelor of Arts (B.A.) abschloss. Im Anschluss war er als Rundfunkmoderator und Journalist bei der in Montreal erscheinenden französischsprachigen Tageszeitung Le Devoir tätig, ehe er 1961 Chefredakteur von La Presse wurde, der ebenfalls in Montreal erscheinenden größten französischsprachigen Tageszeitung Nordamerikas.
Bei der Unterhauswahl vom 8. November 1965 wurde Pelletier als Kandidat der Liberalen Partei erstmals zum Abgeordneten des Unterhauses gewählt und vertrat in diesem bis zu seinem Mandatsverzicht am 29. August 1975 den Wahlkreis Hochelaga. Zu Beginn seiner parlamentarischen Laufbahn war er zunächst vom 18. Januar 1966 bis zum 8. Mai 1967 Vorsitzender des Ständigen Unterhausausschusses für Rundfunk, Fernsehen, Filme und Unterstützung der Künste und übernahm dann im April 1967 sein erstes Regierungsamt als Parlamentarischer Sekretär beim Außenminister, das er bis April 1968 ausübte.
Im Anschluss wurde Pelletier am 20. April 1968 von Premierminister Pierre Trudeau als Minister ohne Geschäftsbereich erstmals in die 20. Regierung Kanadas berufen, in der er nach einer Kabinettsumbildung vom 6. Juli 1968 bis zum 26. November 1972 Staatssekretär für Kanada war. Zugleich fungierte er vom 11. Mai bis zum 11. August 1971 als geschäftsführender Kommunikationsminister. Zuletzt war er vom 27. November 1972 bis zu seinem Rücktritt am 28. August 1975 Kommunikationsminister.
Nach seinem Rücktritt als Minister und seinem Ausscheiden aus dem Unterhaus wurde er am 29. August 1975 Nachfolger von Léo Cadieux als Botschafter in Frankreich und behielt diesen Posten bis zu seiner Ablösung durch Michel Dupuy, dem er wiederum im Mai 1981 als Botschafter bei den Vereinten Nationen in New York City folgte. Im August 1984 schied er schließlich aus dem diplomatischen Dienst aus und wurde durch Stephen Lewis als Botschafter bei der UNO abgelöst.
Für seine Verdienste als Journalist, Politiker und Diplomat wurde Pelletier am 18. Dezember 1978 zum Companion des Order of Canada ernannt.

## Veröffentlichungen
- J. E. C. d'aujourd'hui : une étude sur le mouvement, Montréal, Centrale de la J. E. C., 1945
- Quartier Nord, Mitherausgeber Alec Pelletier, Montréal, Fides, 1945
- Histoire des enfants tristes : un reportage sur l'enfance sans soutien dans la province de Québec, Montréal, L'Action nationale, 1950
- Le concept d'élasticité chez Marshall et quelques auteurs, Thèse (Maîrise), Université Laval, 1962
- Confederation at the crossroads, Saskatoon, University of Saskatchewan, 1965
- La crise d'octobre, Montréal, Editions du Jour, 1971
- Les années d'impatience : 1950–1960, Montréal, Verlag Stanké, 1983
- Souvenirs, Montréal, Stanké, 3 Bände, 1983–1992
- Le temps des choix, 1960–1968, Montréal, Stanké, 1986
- Cité libre : une anthologie, Mitherausgeber Yvan Lamonde, Montréal, Stanké, 1991
- Aventure du pouvoir, 1968–1975, Montréal, Verlag Stanké, 1992
- Le diplomate et l'Africain, Mitherausgeberin Heather Hill, Montréal, Stanké, 1995
- À contre-courant : textes choisis, 1939–1996, Montréal, Éditions A. Stanké, 1996